# Cantó d'Eusa
Eusa és un cantó del departament francès del Gers amb les següents comunes:
- Bàscos
- Bretanha d'Armanhac
- Corrensan
- Demú
- Eusa
- Lanapatz
- Moreda
- Nolens
- Hramosens
- Sealhas.

## Història
| Data d'elecció                           | Identitat        | Partit        | Qualitat |
| ---------------------------------------- | ---------------- | ------------- | -------- |
| 1988-2008                                | Pierre Pédussaut | PS            |          |
| 2008-                                    | Michel Gabas     | Divers droite |          |
| les dades anteriors no són pas conegudes |                  |               |          |
|                                          |                  |               |          |

## Demografia
| 1962  | 1968  | 1975  | 1982  | 1990  | 1999  | 2006  |
| ----- | ----- | ----- | ----- | ----- | ----- | ----- |
| 6.131 | 6.699 | 6.888 | 6.634 | 6.389 | 6.075 | 6.094 |